# Атабаска (гора)
Атабаска (англ. Mount Athabasca) — гора в Канадских Скалистых горах, расположена в Колумбийском ледниковом поле в национальном парке Джаспер (Альберта, Канада). Гора была названа в 1898 году Дж. Норманом Колли, совершившим первое восхождение 18 августа того же года. Атабаска — это название индейцев кри, означающее «там, где есть тростник», которое первоначально относилось к озеру Атабаска. 11-я по высоте гора Альберты.

## Туризм
Существует несколько стандартных маршрутов для восхождения на гору Атабаска:
- Северный ледник (нормальный маршрут) II
- «Серебряный рог» II
- AA Col II
- Северный склон III 5.8
- Северный гребень III 5.5
- The Hourglass 300m, III, AI3-4

Одной из самых выдающихся особенностей горы Атабаска является пик в форме рога возле вершины, называемая «Серебряный рог». «Серебряный рог» — один из самых простых маршрутов к вершине, но требует особенной осторожности и умений, чем обычный маршрут, из-за синего льда и падающего льда с краёв. Хотя это и не очевидно из типичного придорожного вида на гору, на южной стороне пика «Серебряный рог» есть карабкающийся маршрут, но чтобы добраться до него нужно пересечь северный ледник. С вершины «Серебряного рога» восхождение на вершину — это довольно лёгкий 15-минутный переход в хорошую летнюю погоду по узкому заснеженному гребню вершины.

## Галерея

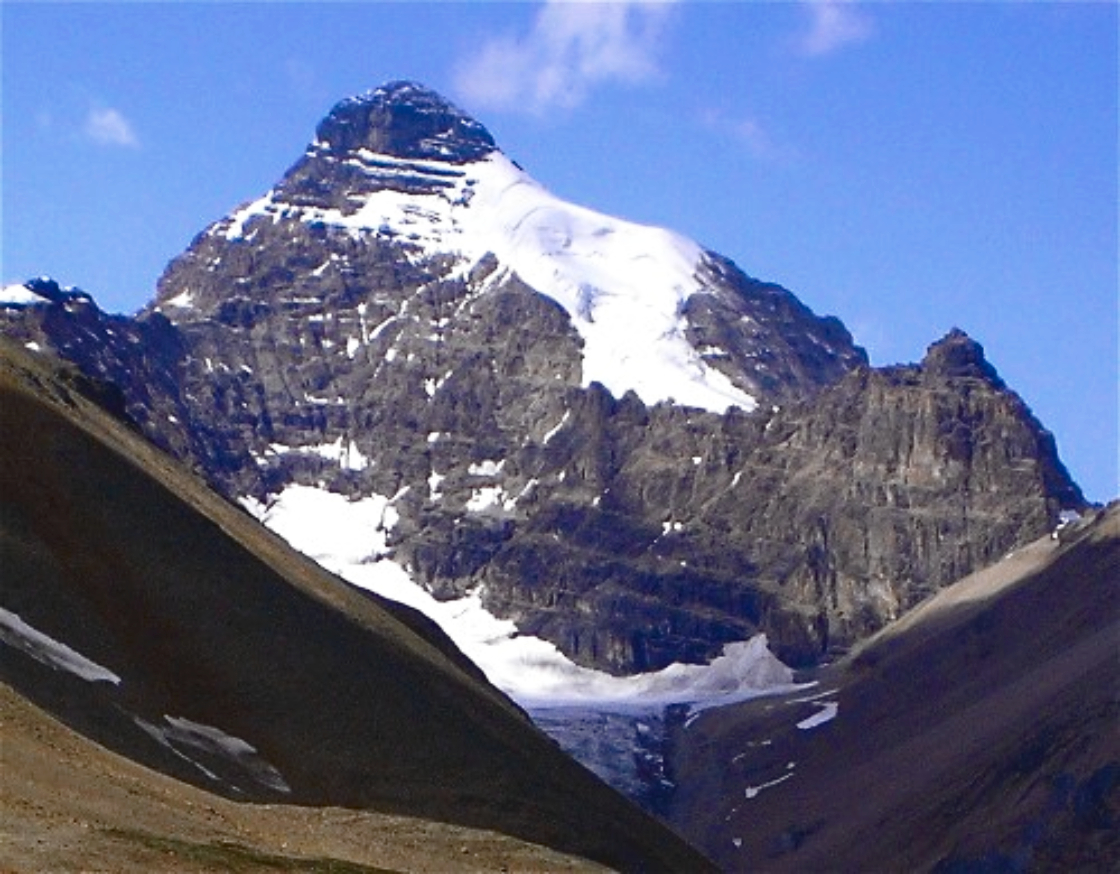
Атабаска
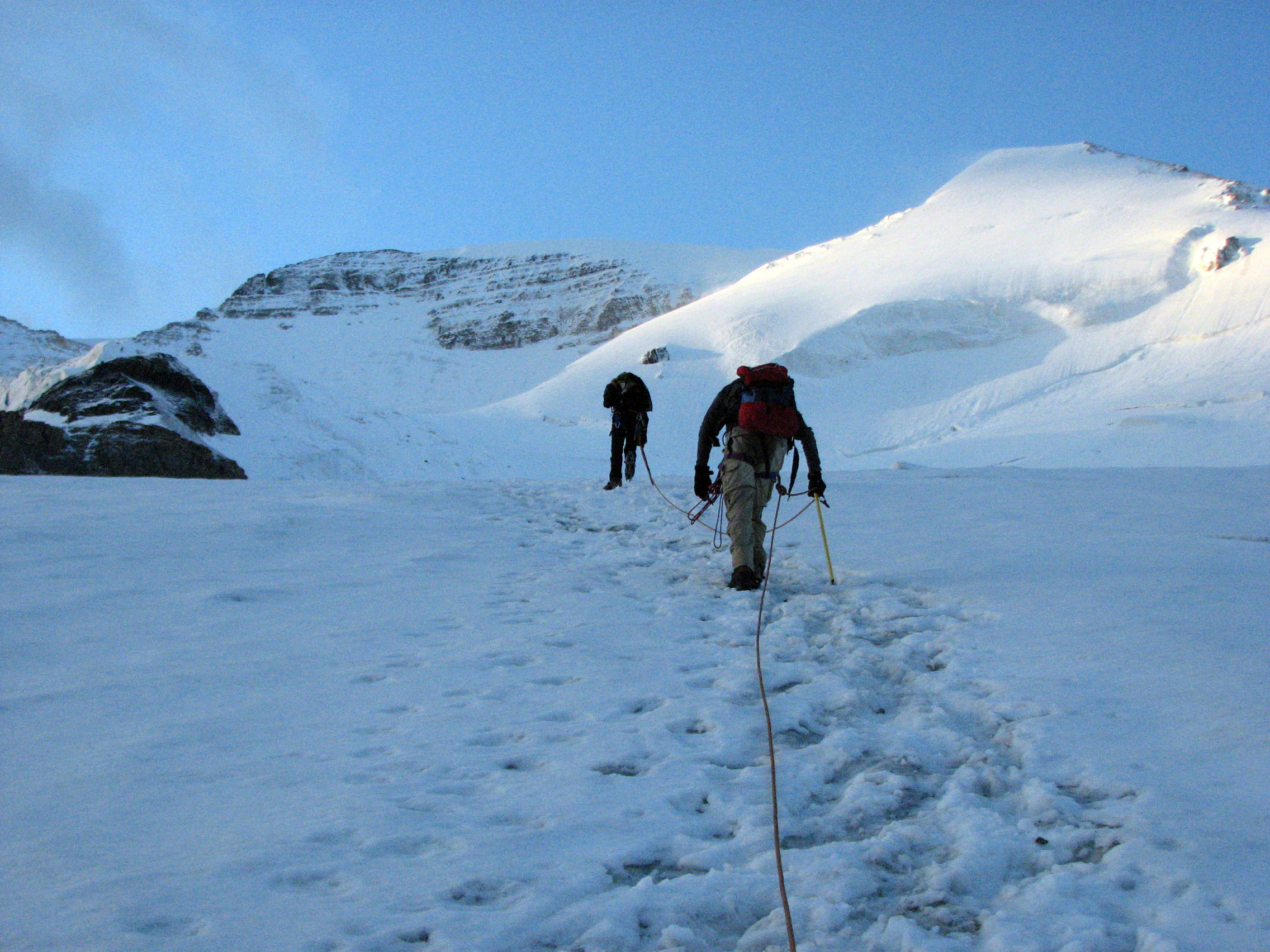
Маршрут к вершине через северный ледник
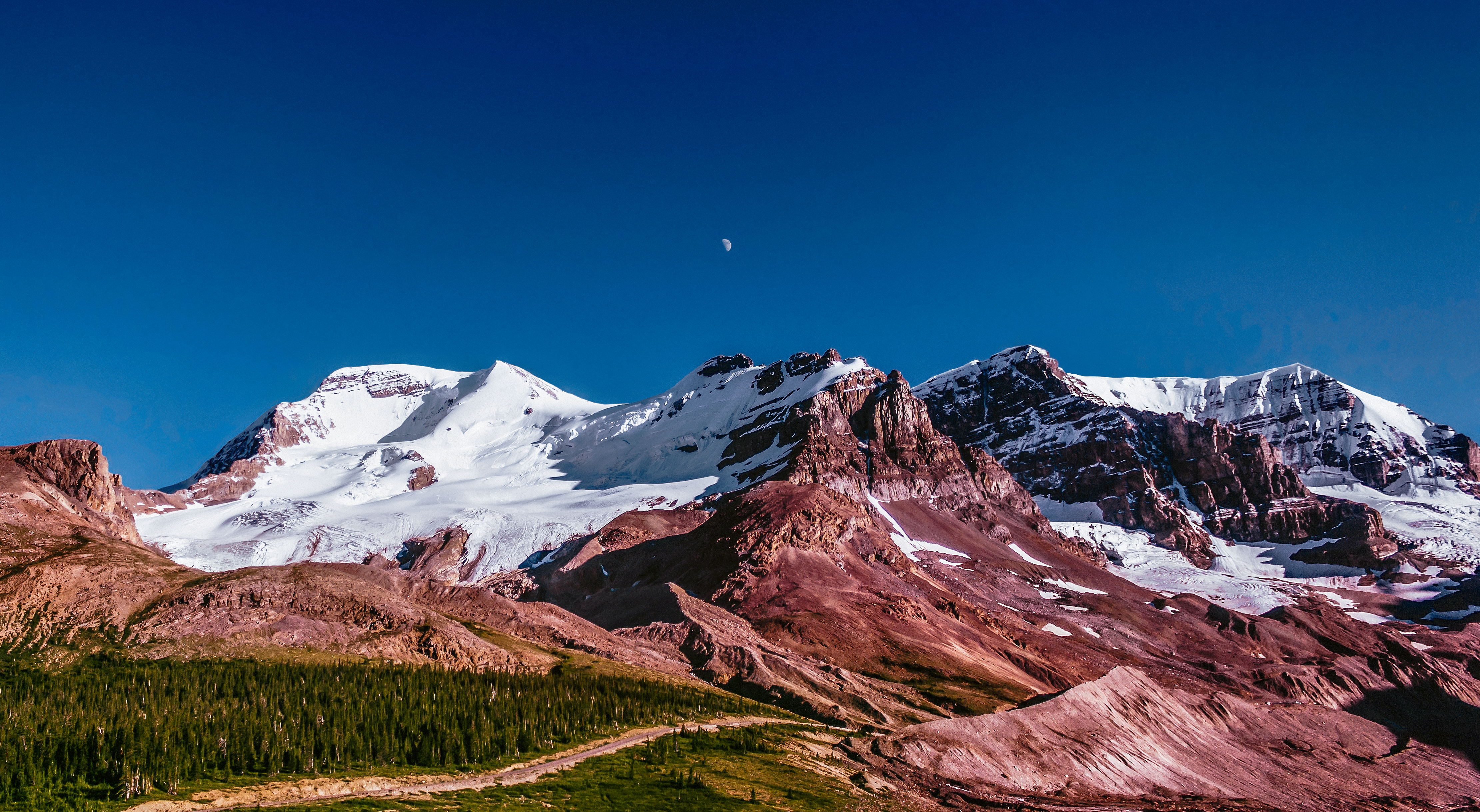
Горы Атабаска (левый пик и центральная гряда) и Андромеда (два правых пика) летом